# Право на развитие
Право на развитие — право человека, которое признает право каждого человека на постоянное улучшение благосостояния и частью права на достойный жизненный уровень.

## История
Это право было впервые признано в 1981 году в статье 22 Африканской хартии прав человека и народов как окончательное индивидуальное и коллективное право. Статья 22(122) гласит: «Все народы имеют право на свое экономическое, социальное и культурное развитие с должным учётом их свободы и самобытности и при равном пользовании общим наследием человечества»
Впоследствии право на развитие было провозглашено Организацией Объединённых Наций в 1986 году в «Декларации о праве на развитие», принятой резолюцией 41/128 Генеральной Ассамблеи Организации Объединённых Наций. Голосование состоялось 4 декабря 1986 года. Всего за резолюцию проголосовало 146 государств, при этом только одно государство выступило против и 8 воздержались (против: Соединенные Штаты Америки (которые позже одобрили аналогичные заявления); воздержались: Дания, Финляндия, Федеративная Республика Германия, Исландия, Израиль, Япония, Швеция и Соединенное Королевство Великобритании и Северной Ирландии). Декларации предшествовало в 1974 г .Декларации об установлении нового международного экономического порядка и в 1977 г. резолюцией Комиссии ООН по правам человека.
Право на развитие в настоящее время включено в мандат нескольких учреждений и офисов ООН.
В преамбуле Декларации о праве на развитие говорится, что «развитие — это всеобъемлющий экономический, социальный, культурный и политический процесс, который направлен на постоянное улучшение благосостояния всего населения и всех людей на основе их активной деятельности»., свободное и значимое участие в развитии и в справедливом распределении получаемых в результате выгод".

### Рио-де-Жанейрская декларация
Декларация Рио-де-Жанейро по окружающей среде и развитию 1992 года, также известная как Декларация Рио-де-Жанейро или GREG, признает право на развитие в качестве одного из своих 27 принципов. Принцип 3 Декларации гласит: «Право на развитие» должно осуществляться таким образом, чтобы справедливо удовлетворять потребности нынешнего и будущих поколений в области развития и окружающей среды".

### Венская декларация и Программа действий
В статье 10 Венской декларации и Программы действий 1993 года говорится: "Всемирная конференция по правам человека вновь подтверждает «право на развитие», закрепленное в Декларации о праве на развитие, как универсальное и неотъемлемое право и неотъемлемую часть основных прав человека. Как указано в Декларации о праве на развитие, человек является центральным субъектом развития. Хотя развитие способствует осуществлению всех прав человека, отсутствие развития не может служить оправданием ущемления международно признанных прав человека. Государства должны сотрудничать друг с другом в обеспечении развития и устранении препятствий на пути развития. Международному сообществу следует содействовать эффективному международному сотрудничеству в целях реализации права на развитие и устранения препятствий на пути развития.

### Декларация о правах коренных народов
Декларация о правах коренных народов 2007 года признает право на развитие в качестве права коренных народов. В преамбуле декларации говорится, что Генеральная Ассамблея «обеспокоена тем, что коренные народы пострадали от исторической несправедливости в результате, среди прочего, их колонизации и лишения их земель, территорий и ресурсов, что не позволяет им осуществлять, в частности, свое право на развитие в соответствии со своими потребностями и интересами».

## Определение
Право на развитие полностью признано универсальным правом человека. Как признается в статье 1 декларации 1986 года, это право является одновременно групповым правом народов и индивидуальным правом: «Право на развитие является неотъемлемым правом человека, в силу которого каждый человек и все народы имеют право участвовать, вносить и наслаждаться экономическим, социальным, культурным и политическим развитием, при котором могут быть полностью реализованы все права человека и основные свободы».